# キャスパー (映画)
『キャスパー』（Casper）は、1995年のアメリカ映画。ファンタジーコメディ。

## 概要
同名のテレビアニメ『キャスパー』シリーズの実写映画化作品。『レモニー・スニケットの世にも不幸せな物語』の監督、ブラッド・シルバーリングの初劇場用作品である。『アダムス・ファミリー』のウェンズデー役でお馴染みのクリスティーナ・リッチを主演に迎え、ビル・プルマンやモンティ・パイソンの元メンバーのエリック・アイドルなどが脇を固めている。ILMによるCGで表現されたキャスパーを始めとするゴーストたちと、父娘の交流を描く。
ゴースト関連の映画として、ダン・エイクロイドがゴーストバスターズに扮して登場したり、クリント・イーストウッドやメル・ギブソンらがカメオ出演していたりと、何かと豪華である。
性悪女とその頼りない弁護士コンビを演じたキャシー・モリアーティとエリック・アイドルは、製作総指揮のスティーヴン・スピルバーグから大絶賛された。
編集は、3度アカデミー賞を受賞し、スピルバーグ映画の常任編集者であるマイケル・カーン。音楽は、2度アカデミー賞を受賞し、ジェームズ・キャメロンの常任作曲家であるジェームズ・ホーナー。美術は、2度アカデミー賞を受賞したレズリー・ディリー。スティーヴン・スピルバーグ、ロン・ハワード、ロバート・ゼメキス等から信頼の厚いディーン・カンディが撮影。劇場長編映画デビューにもかかわらず、豪華なスタッフに恵まれたブラッド・シルバーリング監督の丁寧で完璧さが色濃く出た作品である。

## あらすじ
ある日、大富豪の一人娘であるキャリガン（キャシー・モリアーティ）が、父親の遺言によりメイン州にある古びた屋敷“ホイップスタッフ”の相続をすることになる。莫大な遺産を期待していたキャリガンは、大金を寄付に回した父親に憤慨して権利書を暖炉に放り込んでしまう。急いで権利書を拾い上げようと、腰巾着な弁護士のディブス（エリック・アイドル）が腰をかがめた時、権利書に秘密のメッセージが浮かび上がってくる。そこには、その屋敷に宝物が眠っているという文字。2人は慌てて燃えかけた権利書を拾い上げて、メイン州へ急いだ。
そんな頃、ホイップ・スタッフに住む少年の幽霊であるキャスパーは一人ぼっちでいた。友達もなく、一緒に住む意地悪なゴースト3人組からこき扱われる毎日。面白半分に屋敷へやって来る人間に話しかけては逃げられる日々を送っていたある日、テレビを見ていると、幽霊を専門にセラピーを開いている心霊学者のハーヴェイ博士（ビル・プルマン）と孤独なその一人娘キャット（クリスティーナ・リッチ）の存在を知る。タイミング良くやって来たキャリガンとディブスが、屋敷の幽霊を追い払おうと悪戦苦闘していることを知ったキャスパーは、ハーヴェイ博士らがホイップ・スタッフへやって来るよう細工する。
数日後、欲望丸出しのキャリガンから雇われたハーヴェイ博士は、娘のキャットを連れてホイップ・スタッフへ。到着したその夜、早速意地悪なゴースト3人組から追い出されようとされるハーヴェイ博士らだったが、キャスパーだけは何とかキャットと仲良くなろうと奮闘する。次第に幽霊を怖がっていたキャットも、キャスパーの優しさに心を開いていく。
キャットは地元の学校に転入し、以前から子供達の噂の的だったキャットの家でハロウィン・パーティを開催することとなる。

## キャスト
- キャット・ハーヴェイ - クリスティーナ・リッチ
- キャスパーの声 - マラチ・ピアソン（英語版）
- ジェームズ・ハーヴェイ博士 - ビル・プルマン
- キャリガン - キャシー・モリアーティ
- ディブス - エリック・アイドル
- ストレッチの声 - ジョー・ニポート
- スティンキーの声 - ジョー・アラスキー
- ファッツォの声 - ブラッド・ギャレット
- ラッグ - ベン・スタイン
- ヴィック - ギャレット・ラトリフ・ヘンソン（英語版）
- アンバー - ジェシカ・ウェッソン（英語版）
- アメリア - エイミー・ブレネマン
- キャスパー（人間） - デヴォン・サワ

### カメオ出演
- グイド・サルドゥッチ神父 - ドン・ノヴェロ
- レイモンド・スタンツ博士 - ダン・エイクロイド
- 変身したハーヴェイ - クリント・イーストウッド
- 変身したハーヴェイ - ロドニー・デンジャーフィールド
- 変身したハーヴェイ - メル・ギブソン
- リトル・リチャード：（エンディング・クレジットでCGで登場）

## スタッフ
- 監督：ブラッド・シルバーリング
- 製作：コリン・ウィルソン
- 製作総指揮：スティーヴン・スピルバーグ
- 脚本：シェリー・ストナー＆ディーナ・オリヴァー
- 音楽：ジェームズ・ホーナー
- 撮影：ディーン・カンディ
- SFX：インダストリアル・ライト&マジック
- 編集：マイケル・カーン
- 主題歌：リトル・リチャード

## 日本語吹替
| 役名                           | 俳優                                        | 日本語吹替                                                         | 日本語吹替                                                         | 日本語吹替                                                                                    |
| 役名                           | 俳優                                        | DVD・BD版                                                          | VHS版                                                              | 日本テレビ版                                                                                  |
| ------------------------------ | ------------------------------------------- | ------------------------------------------------------------------ | ------------------------------------------------------------------ | --------------------------------------------------------------------------------------------- |
| キャット                       | クリスティーナ・リッチ                      | 宮島依里                                                           | 小島幸子                                                           | 坂本真綾                                                                                      |
| キャスパー                     | マラチ・ピアソン（声） デヴォン・サワ（演） | 浅井清己 くまいもとこ                                              | 堀裕晶                                                             | 進藤一宏                                                                                      |
| ハーヴェイ博士                 | ビル・プルマン                              | 大塚芳忠                                                           | 牛山茂                                                             | 安原義人                                                                                      |
| キャリガン                     | キャシー・モリアーティ                      | 塩田朋子                                                           | 弥永和子                                                           | 小宮和枝                                                                                      |
| ディッブス                     | エリック・アイドル                          | 牛山茂                                                             | 仲野裕                                                             | 広川太一郎                                                                                    |
| ストレッチ                     | ジョー・ニポート（声）                      | 梅津秀行                                                           | 北村弘一                                                           | 緒方賢一                                                                                      |
| スティンキー                   | ジョー・アラスキー（声）                    | 根本泰彦                                                           | 増岡弘                                                             | 亀山助清                                                                                      |
| ファッツォ                     | ブラッド・ギャレット（声）                  | 天田益男                                                           | 青森伸                                                             | 郷里大輔                                                                                      |
| ラッグ                         | ベン・スタイン                              |                                                                    |                                                                    | 藤本譲                                                                                        |
| ヴィック                       | ギャレット・ラトリフ・ヘンソン              |                                                                    | 浪川大輔                                                           |                                                                                               |
| アンバー                       | ジェシカ・ウェッソン                        |                                                                    |                                                                    | 岡村明美                                                                                      |
| アメリア                       | エイミー・ブレネマン                        | 深水由美                                                           | 勝生真沙子                                                         | 堀越真己                                                                                      |
| グイド・サルドゥッチ神父       | ドン・ノヴェロ                              | 後藤哲夫                                                           | 田中正彦                                                           |                                                                                               |
| レイモンド・スタンツ博士       | ダン・エイクロイド                          | 梅津秀行                                                           | 大川透                                                             |                                                                                               |
| クリント・イーストウッド       | クリント・イーストウッド                    | 後藤哲夫                                                           | 仲野裕                                                             |                                                                                               |
| ロドニー・デンジャーフィールド | ロドニー・デンジャーフィールド              | 天田益男                                                           |                                                                    |                                                                                               |
| メル・ギブソン                 | メル・ギブソン                              | 梅津秀行                                                           |                                                                    |                                                                                               |
| その他                         |                                             | 定岡小百合 小林麻由子 川村拓央 林真里花 飯島肇 小尾元政 加藤木賢志 | 佳山麻衣子 石波義人 沢海陽子 辻親八 定岡小百合 亀井芳子 津村まこと | 大前潤司 牧村泉三郎 叶木翔子 定岡小百合 廣田行生 佐藤史紀 橋本亘 高木礼子 笹本優子 松山三四郎 |
| 日本語版制作スタッフ           |                                             |                                                                    |                                                                    |                                                                                               |
| 演出                           |                                             | 松岡裕紀                                                           | 佐藤敏夫                                                           | 木村絵理子                                                                                    |
| 翻訳                           |                                             | 中村久世                                                           | 井場洋子                                                           | 佐藤恵子                                                                                      |
| 調整                           |                                             |                                                                    |                                                                    | 荒井孝                                                                                        |
| 録音                           |                                             | 亀田亮治                                                           |                                                                    |                                                                                               |
| 効果                           |                                             |                                                                    |                                                                    | サウンドボックス                                                                              |
| スタジオ                       |                                             |                                                                    |                                                                    | オムニバス・ジャパン                                                                          |
| 担当                           |                                             |                                                                    |                                                                    | 稲毛弘之                                                                                      |
| プロデューサー補               |                                             |                                                                    |                                                                    | 小林三紀子                                                                                    |
| プロデューサー                 |                                             |                                                                    |                                                                    | 大塚恭司                                                                                      |
| 製作                           |                                             | ACクリエイト                                                       | 東北新社                                                           | 東北新社                                                                                      |
| 初回放送                       |                                             |                                                                    |                                                                    | 1998年11月13日 『金曜ロードショー』 21:03-22:54                                               |

## トリビア
- 米国ユニバーサル・スタジオの小道具室には、劇中後半で登場するキャスパーの手の形が保存されている。ただし、VIPツアーや映像製作者でない一般の入場者は、立ち入ることが難しいエリアにある。
- 劇中前半でハーヴェイ博士にチョコレートを投げつけたのは、製作総指揮を務めたスティーヴン・スピルバーグである。

## 関連作品
- キャスパー 誕生編 - キャスパーの誕生を描いた1997年のテレビ映画
- 出てこいキャスパー - 1959年から1961年にハーベイ・カートゥーンにて制作されたテレビアニメ。「おばけのキャスパー」、「キャスパーと遊ぼう」、「新キャスパーと遊ぼう」などシリーズ化された。
- キャスパー マジカル・ウェンディ - 1998年のテレビ映画